# جعفر أباد سفلي (فاروج)
جعفر أباد سفلي (بالفارسية: جعفرآباد سفلی) هي مستوطنة تقع في قسم تيتكانلو الريفي في إيران. يقدر عدد سكانها بـ 719 نسمة بحسب إحصاء 2016.